# Monastero di San Salvatore (Redondesco)
Il monastero di San Salvatore era un edificio religioso di Redondesco, attualmente in provincia di Mantova.

## Storia
Il monastero o la cella monastica di San Salvatore sarebbe stato il primo centro religioso nel territorio di Redondesco, che avrebbe poi dato origine alla parrocchia prepositurale del borgo.
Esso, ridotto ai resti di una cascina con chiesetta, è situato attualmente nel territorio del comune di Acquanegra sul Chiese, ma molto più vicino a Redondesco, ad est della Via Postumia, abbastanza prossimo a Mosio.
Seguendo il Guerrini, nelle sue annotazioni agli atti della visita pastorale compiuta nel 1566 dal vescovo di Brescia Bollani, il titolo di S. Salvatore portato da una chiesa dell'allora territorio di Redondesco è indice sicuro che colà doveva esservi un vasto latifondo del monastero di Leno o di Santa Giulia di Brescia, forse proveniente da una donazione effettuata in epoca longobarda di una terra appartenente al fisco regio.
Sotto il titolo di San Salvatore sarebbe quindi stata costruita una casa monastica, che avrebbe avuto una certa rinomanza, poiché in seguito sarebbe divenuta il cosiddetto Hospitale de Moso – in quanto il borgo ad esso più vicino doveva appunto essere Mosio -, ricordato in una donazione del conte Alberto di Sabbioneta degli Ugonidi del 1104, che raccoglieva e curava gli ammalati e i viandanti della zona, e riuniva alle sue dipendenze i coloni del posto.
Sempre a detta di Guerrini e Ragazzi questo monastero, poi divenuto ospizio, a seguito di saccheggi e devastazioni subiti nelle irruzioni degli eserciti transitanti per la Via Postumia, poco distante, decadde dalla sua antica rinomanza. 
Gli abitanti, trovandosi troppo esposti ed indifesi, si sarebbero ritirati verso quello che doveva rimanere il centro principale della zona, cioè l'odierna Redondesco: luogo più protetto dal fiume Oglio e più sicuro. Fu allora che avrebbe avuto inizio la vita del villaggio e della comunità religiosa di Redondesco, e al chierico che l'assisteva spiritualmente per incarico del monastero di San Salvatore, sarebbe stato dato il titolo di praepositus, di sicura origine monastica, rimasto al parroco di Redondesco fino ai giorni nostri.